# Łukasz Kurdybacha

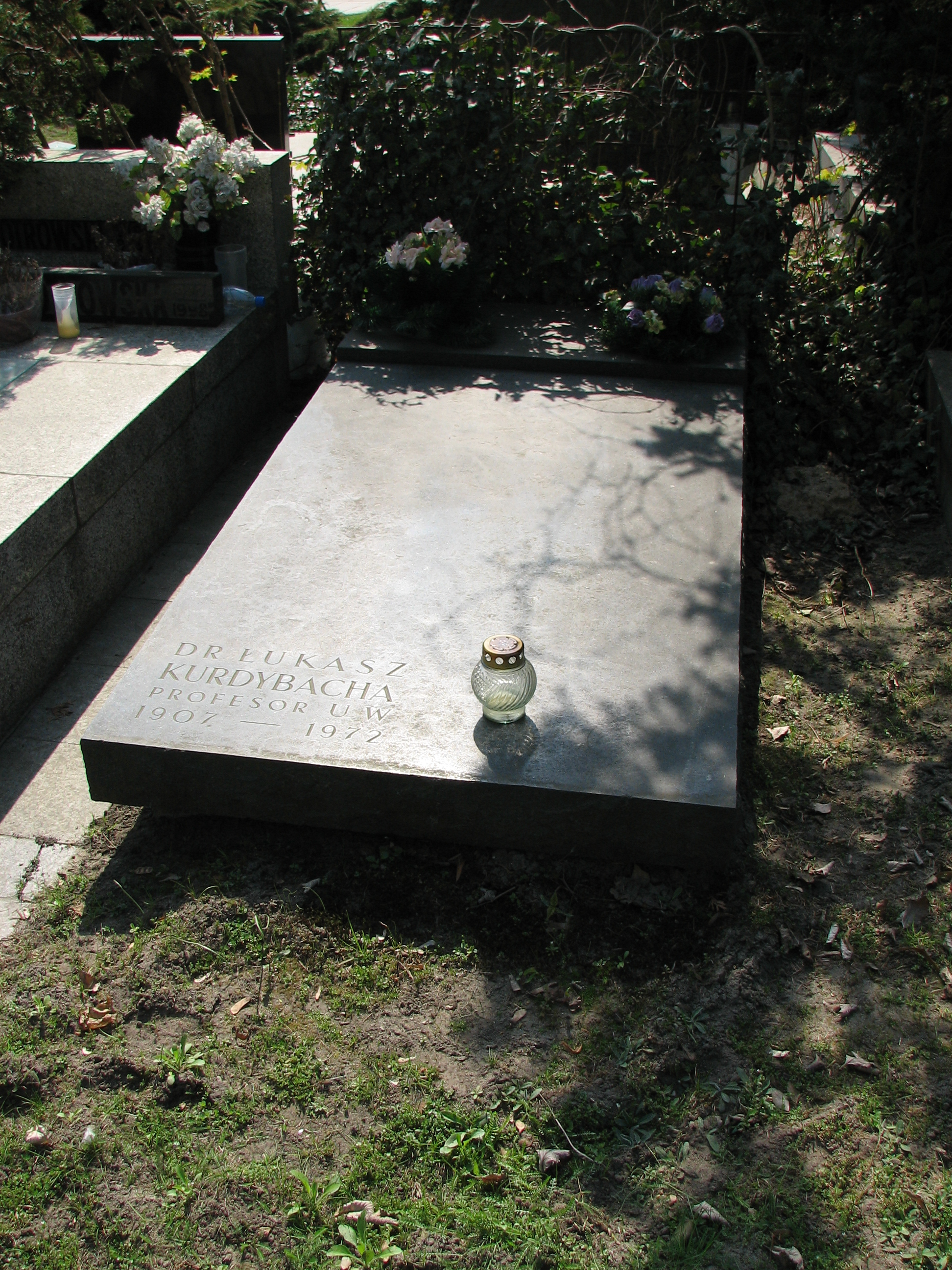
Grób Łukasza Kurdybachy

Łukasz Kurdybacha (ur. 22 października 1907 w Laszkach, zm. 22 grudnia 1972 w Warszawie) – polski pedagog i historyk myśli pedagogicznej.

## Życiorys
Studia z zakresu kultury i oświaty odbył pod kierunkiem prof. Stanisława Łempickiego. Doktoryzował się w 1932, a habilitował w 1938 pracą Staropolski ideał wychowawczy. W 1939 został docentem na Uniwersytecie Jana Kazimierza we Lwowie. W czasie II wojny światowej był kierownikiem sekcji oświatowej w Komitecie Pomocy i Opieki nad polskimi uchodźcami w Bukareszcie. Walczył pod Tobrukiem w siłach Samodzielnej Brygady Strzelców Karpackich. Był kierownikiem funkcjonującej w Jerozolimie polskiej placówki oświatowej. Z jego inicjatywy wydawano serię Szkolna Biblioteczka na Wschodzie w ramach której publikowano lektury na potrzeby polskich szkół na Bliskim Wschodzie, w Indiach, Afryce Południowo-Wschodniej, Nowej Zelandii, Meksyku i Algerii.
Po powrocie do Polski pracował w spółdzielni Czytelnik, a także w Instytucie Badań Literackich PAN. W 1951 uzyskał tytuł profesora na Uniwersytecie Warszawskim. Został tam kierownikiem Katedry Historii Szkolnictwa i Oświaty. Potem był dyrektorem Instytutu Pedagogiki tej uczelni (do 1970). Od 1970 do 1972 był redaktorem naczelnym czasopisma Kwartalnik Pedagogiczny. W latach 1963–1968 był kierownikiem Pracowni Dziejów Oświaty PAN, a w latach 1968–1970 dyrektorem Instytutu Pedagogiki UW. Był w tym czasie inicjatorem powołania rocznika Rozprawy z Dziejów Oświaty, a także serii wydawniczych Monografie z Dziejów Oświaty oraz Archiwum Dziejów Oświaty. Pod jego kierunkiem wydano fundamentalne dzieło Historia wychowania (dwa tomy).
Inicjował badania zespołowe nad historią polskiej oświaty od XVI do XX wieku, przy czym sam był zainteresowany głównie jej dziejami w okresie Odrodzenia i Oświecenia.

## Prace
- Naród w walce (wybór literatury wojennej) (1943).
- Kuria rzymska wobec Komisji Edukacji Narodowej w latach 1773–1783 (1949).
- Dzieje oświaty kościelnej do końca XVIII w. (1949).
- Dzieje kodeksu Andrzeja Zamoyskiego (1951).
- Działalność Jana Amosa Komeńskiego w Polsce (1957).
- Działalność pedagogiczna Stanisława Konarskiego (1957).
- Z dziejów pedagogiki ariańskiej (1958).
- Historia wychowania (tom I – 1965, tom II – 1967).
- Idee oświatowe i wychowawcze W.I. Lenina (1970).
- Komisja Edukacji Narodowej (1973).
- Pisma wybrane (tomy 1–3 – 1976).